# Chika Unigwe
Chika Nina Unigwe (Enugu, Nigeria, 1974) is een Belgische schrijfster van Nigeriaanse afkomst. 

## Biografie
Unigwe behaalde een Bachelor of Arts (BA) in Engelse taal en literatuur aan de Universiteit van Nigeria in Nsukka, vervolgens een Master of Arts (MA) aan de Katholieke Universiteit Leuven (België) en daarna promoveerde ze in november 2004 tot doctor in de literatuurwetenschap aan de Universiteit Leiden (Nederland).
In 1995 emigreerde ze met haar Belgische partner (met wie ze later trouwde) naar België.
Haar gepubliceerd werk bevat poëzie, kinderboeken en korte verhalen. Haar verhalen werden uitgezonden op de BBC World Service, Radio Nigeria, en andere radiostations van de Commonwealth. 
In 2003 won Unigwe de BBC Short Story Competition en kreeg ze een eervolle vermelding in de Commonwealth short story writing competition 2003/2004. Eveneens in 2003 was ze een finalist voor de Caine Prize (ook wel de African Booker genoemd). In 2012 won ze de Nigeria Prize for Literature voor haar roman "On black sisters street", de Engelse versie van "Fata morgana".
Alle vier de romans werden in het Nederlands vertaald door Hans E. van Riemsdijk.
In 2013 verscheen de goed onthaalde roman "De zwarte messias", gebaseerd op het waargebeurde verhaal van Olaudah Equiano, een achttiende-eeuwse koopman en schrijver van Nigeriaanse afkomst die van zijn 10e tot 30e levensjaar in slavernij leefde en een belangrijke abolitionist was.
Vanaf 1 januari 2007 was ze gemeenteraadslid in Turnhout voor CD&V.
Sinds 2013 woont ze in de Verenigde Staten.